# Coppa di Francia 1958-1959
La Coppa di Francia 1958-1959 è stata la 42ª edizione della coppa nazionale di calcio francese.

## Risultati

### Trentaduesimi di finale
| Squadra 1               | Risultato   | Squadra 2                      |
| ----------------------- | ----------- | ------------------------------ |
| SC Bel-Abbès            | 0 - 1 (dts) | Rennes                         |
| Forbach                 | 3 - 0       | Strasburgo                     |
| Sedan-Torcy             | 1 - 0       | Feignies-Aulnoye               |
| Red Star                | 1 - 1 (dts) | Lens                           |
| Saint-Étienne           | 6 - 1       | Grenoble                       |
| Stade Français          | 3 - 1       | Rouen                          |
| RC Paris                | 1 - 0       | ÉSA Brive                      |
| Perpignan               | 2 - 1       | Olympique Marsiglia            |
| Nîmes                   | 5 - 1       | Stade Ruffecois                |
| Nizza                   | 3 - 0       | US Graissessac                 |
| Metz                    | 1 - 1 (dts) | Cambrai                        |
| Olympique Lione         | 4 - 0       | FC La Voulte-sur-Rhône-Valence |
| Limoges                 | 1 - 0       | Sète                           |
| Tolone                  | 5 - 1       | Villefranche                   |
| Le Havre                | 1 - 0       | US Auchel                      |
| Tolosa                  | 3 - 0       | Le Mans                        |
| Fontainebleau           | 3 - 2       | AS Hautmont                    |
| Draguignan              | 3 - 2       | Monaco                         |
| Cannes                  | 0 - 0 (dts) | Olympique Avignone             |
| ES Bully-les-Mines      | 2 - 1       | Valenciennes                   |
| SO Bruay-en-Artois      | 2 - 1       | Cherbourg                      |
| Stade Briochin          | 3 - 2       | UCK Vannes                     |
| Bordeaux                | 3 - 1       | Arago Orléans                  |
| Béziers                 | 2 - 0       | Montauban                      |
| Olympique d'Hussein Dey | 1 - 2       | Besançon                       |
| Annecy                  | 2 - 1       | ROS Menton                     |
| Angers                  | 5 - 1       | JA Armentières                 |
| Olympique Alès          | 1 - 0       | Pays d'Aix                     |
| Lilla                   | 2 - 0       | US Fécamp                      |
| Sochaux                 | 2 - 1 (dts) | Blénod                         |
| AS Troyes-Sav.          | 1 - 0       | FC Nancy                       |
| Stade Reims             | 10 - 1      | CA Vitry-sur-Seine             |

#### Spareggi
| Squadra 1 | Risultato | Squadra 2          |
| --------- | --------- | ------------------ |
| Red Star  | 2 - 0     | Lens               |
| Metz      | 6 - 3     | Cambrai            |
| Cannes    | 4 - 1     | Olympique Avignone |

### Sedicesimi di finale
| Squadra 1       | Risultato   | Squadra 2          |
| --------------- | ----------- | ------------------ |
| AS Troyes-Sav.  | 4 - 1       | Cannes             |
| Tolosa          | 2 - 1       | Nizza              |
| Sedan-Torcy     | 2 - 1       | Tolone             |
| Red Star        | 1 - 0       | Béziers            |
| Saint-Étienne   | 2 - 0       | Stade Français     |
| Rennes          | 2 - 0       | Stade Briochin     |
| Stade Reims     | 8 - 0       | SO Bruay-en-Artois |
| RC Paris        | 6 - 2       | Forbach            |
| Angers          | 3 - 1       | Limoges            |
| Nîmes           | 1 - 0 (dts) | Olympique Alès     |
| Le Havre        | 1 - 1 (dts) | Annecy             |
| Draguignan      | 1 - 0       | Perpignan          |
| Sochaux         | 1 - 1 (dts) | Bordeaux           |
| Besançon        | 3 - 0       | Fontainebleau      |
| Olympique Lione | 4 - 0       | ES Bully-les-Mines |
| Metz            | 3 - 3       | Lilla              |

#### Spareggi
| Squadra 1 | Risultato   | Squadra 2 |
| --------- | ----------- | --------- |
| Le Havre  | 1 - 1 (dts) | Annecy    |
| Sochaux   | 0 - 0 (dts) | Bordeaux  |
| Metz      | 2 - 0       | Lilla     |

#### Replay
| Squadra 1 | Risultato | Squadra 2 |
| --------- | --------- | --------- |
| Le Havre  | 3 - 1     | Annecy    |
| Sochaux   | 2 - 1     | Bordeaux  |

### Ottavi di finale
| Squadra 1       | Risultato   | Squadra 2      |
| --------------- | ----------- | -------------- |
| Le Havre        | 2 - 0       | Draguignan     |
| Olympique Lione | 3 - 1 (dts) | Stade Reims    |
| Metz            | 2 - 1 (dts) | Besançon       |
| Nîmes           | 4 - 0       | Red Star       |
| RC Paris        | 3 - 2       | Saint-Étienne  |
| Rennes          | 2 - 0       | AS Troyes-Sav. |
| Sochaux         | 2 - 0       | Angers         |
| Tolosa          | 1 - 1 (dts) | Sedan-Torcy    |

#### Spareggi
| Squadra 1 | Risultato | Squadra 2   |
| --------- | --------- | ----------- |
| Tolosa    | 3 - 1     | Sedan-Torcy |

### Quarti di finale
| Squadra 1 | Risultato   | Squadra 2       |
| --------- | ----------- | --------------- |
| Le Havre  | 2 - 0       | Metz            |
| Nîmes     | 4 - 0       | RC Paris        |
| Rennes    | 3 - 2       | Olympique Lione |
| Sochaux   | 2 - 1 (dts) | Tolosa          |

### Semifinali
| Squadra 1 | Risultato | Squadra 2 |
| --------- | --------- | --------- |
| Le Havre  | 1 - 0     | Nîmes     |
| Sochaux   | 2 - 1     | Rennes    |

### Finale
| Arbitro: | Jean-Louis Groppi |

| |            | |
| Ferrari 2’ Bouchache 113’ | Marcatori  | 45’ (aut.) Eloy 109’ Gardien |
| Christian Villenave Jean-Louis Lagadec Kassen Hassouna Albert Eloy Jacques Meyer Édouard Salzborn Hocine Bouchache Jacques Ferrari Jean Saunier André Strappe Frédéric N'Doumbé | Formazioni | Raymond Barthelmebs Pierre Lubrano André Mazimann Lucien Mille Georges Bout Joseph Tellechea Serge Bourdoncle Yngve Brodd Samuel Edimo N'Ganga Julien Stopyra René Gardien |
| Lucien Jasseron | Allenatori | Paul Wartel e Gaby Dormois |

#### Ripetizione
| Arbitro: | Jean-Louis Groppi |

| |            | |
| Meyer 21’ N'Doumbé 31’ Navarro 87’ | Marcatori  | |
| Christian Villenave Jean-Louis Lagadec Kassen Hassouna Albert Eloy Jacques Meyer Édouard Salzborn Hocine Bouchache Jacques Ferrari Valentin Navarro André Strappe Frédéric N'Doumbé | Formazioni | Paul Wendé Pierre Lubrano André Mazimann Lucien Mille Georges Bout Joseph Tellechea Raphael Tellechea Yngve Brodd Samuel Edimo N'Ganga Julien Stopyra René Gardien |
| Lucien Jasseron | Allenatori | Paul Wartel e Gaby Dormois |